# Giải bóng đá nữ vô địch quốc gia 2008
Giải bóng đá nữ vô địch quốc gia 2008 là giải đấu bóng đá lần thứ 11 của Giải vô địch bóng đá nữ Việt Nam do VFF tổ chức. Tham dự giải bóng đá nữ Vô địch quốc gia năm 2008 có 6 đội bóng: Hà Nội, Hoà Hợp Hà Tây, Phong Phú Hà Nam, Than Khoáng sản Việt Nam, Thành phố Hồ Chí Minh và Thái Nguyên. Sáu đội sẽ thi đấu theo thể thức vòng tròn 2 lượt để tính điểm xếp hạng. Giải bóng đá nữ vô địch Quốc gia 2008 sẽ khởi tranh vòng đấu đầu tiên của lượt đi vào ngày 14/6 trên Sân vận động Hàng Đẫy, Hà Nội và kết thúc vào ngày 1/7/2008. Lượt về bắt đầu từ ngày 9/7 và khép lại vào ngày 25/7 trên Sân vận động Thành Long, Thành phố Hồ Chí Minh.

## Thông tin về giải đấu
- Lùi ngày khai mạc giải lại vào ngày 16 tháng 6 năm 2008
- Chuyện tiền ở Euro 2008 và nỗi buồn bóng đá Việt Nam[3] là bài báo chỉ trích việc khai mạc giải vào lúc Euro 2008 đang diễn ra.

## Cách tính điểm, xếp hạng
- Đội thắng: 3 điểm
- Đội hoà: 1 điểm
- Đội thua: 0 điểm

Tính tổng số điểm của các Đội đạt được để xếp thứ hạng.
- Nếu có từ 2 đội trở lên bằng điểm nhau, trước hết sẽ tính kết quả các trận đấu giữa các đội đó với nhau theo thứ tự: số điểm; hiệu số bàn thắng-bàn thua; số bàn thắng. Nếu các chỉ số này vẫn bằng nhau thì tiếp tục xét các chỉ số của toàn bộ các trận đấu trong giải theo thứ tự: Hiệu số của tổng số bàn thắng- tổng số bàn thua; tổng số bàn thắng. Nếu vẫn bằng nhau sẽ tổ chức bốc thăm để xác định đội xếp trên.

## Giải thưởng
- Đội Nhất: Cúp, cờ, HCV và 80 triệu đồng
- Đội xếp thứ Nhì: Cờ, HCB và giải thưởng 60 triệu đồng
- Đội xếp thứ Ba: Cờ, HCĐ và giải thưởng 30 triệu đồng
- Giải phong cách: Cờ và giải thưởng 10 triệu đồng
- Cầu thủ xuất sắc nhất giải: 5 triệu đồng
- Thủ môn xuất sắc nhất giải: 3 triệu đồng
- Cầu thủ ghi nhiều bàn thắng nhất: 3 triệu đồng.[4]

## Bảng xếp hạng

### Bảng tổng sắp
| TT | Đội              | Trận | Thắng | Hòa | Thua | BT | BB | Điểm |
| -- | ---------------- | ---- | ----- | --- | ---- | -- | -- | ---- |
| 1  | Hà Nội           | 10   | 6     | 2   | 2    | 22 | 9  | 20   |
| 2  | TKS Việt Nam     | 10   | 5     | 4   | 1    | 15 | 5  | 19   |
| 3  | Hoà Hợp Hà Tây   | 10   | 5     | 3   | 2    | 13 | 9  | 18   |
| 4  | Tp.Hồ Chí Minh   | 10   | 4     | 4   | 2    | 12 | 9  | 16   |
| 5  | Phong Phú Hà Nam | 10   | 3     | 1   | 6    | 11 | 12 | 10   |
| 6  | Thái Nguyên      | 10   | 0     | 0   | 10   | 5  | 34 | 0    |

## Lịch thi đấu và kết quả chi tiết

### Lượt đi
| Lượt đi    | Lượt đi  | Lượt đi          | Lượt đi | Lượt đi          |
| ---------- | -------- | ---------------- | ------- | ---------------- |
| Ngày       | Sân      | Đội nhà          | Tỷ số   | Đội khách        |
| 16 tháng 6 | Hà Đông  | TKS Việt Nam     | 2-0     | Phong Phú Hà Nam |
| 16 tháng 6 | Hàng Đẫy | Thái Nguyên      | 0-1     | Tp.Hồ Chí Minh   |
| 16 tháng 6 | Hàng Đẫy | Hà Nội           | 3-0     | Hoà Hợp Hà Tây   |
| 18 tháng 6 | Hàng Đẫy | TKS Việt Nam     | 4-1     | Thái Nguyên      |
| 18 tháng 6 | Hàng Đẫy | Tp.Hồ Chí Minh   | 2-1     | Hà Nội           |
| 18 tháng 6 | Hà Đông  | Hoà Hợp Hà Tây   | 3-1     | Phong Phú Hà Nam |
| 21 tháng 6 | Hàng Đẫy | Tp.Hồ Chí Minh   | 0-2     | TKS Việt Nam     |
| 22 tháng 6 | Hàng Đẫy | Thái Nguyên      | 0-1     | Hoà Hợp Hà Tây   |
| 22 tháng 6 | Hà Đông  | Phong Phú Hà Nam | 1-2     | Hà Nội           |
| 25 tháng 6 | Hàng Đẫy | Phong Phú Hà Nam | 5-1     | Thái Nguyên      |
| 25 tháng 6 | Hàng Đẫy | Hoà Hợp Hà Tây   | 0-0     | Tp.Hồ Chí Minh   |
| 26 tháng 6 | Hàng Đẫy | Hà Nội           | 0-0     | Than KSVN        |
| 29 tháng 6 | Hàng Đẫy | Tp.Hồ Chí Minh   | 1-1     | Phong Phú Hà Nam |
| 30 tháng 6 | Hàng Đẫy | TKS Việt Nam     | 0-1     | Hoà Hợp Hà Tây   |
| 30 tháng 6 | Hàng Đẫy | Thái Nguyên      | 1-4     | Hà Nội           |

### Lượt về
| Lượt về    | Lượt về    | Lượt về          | Lượt về | Lượt về          |
| ---------- | ---------- | ---------------- | ------- | ---------------- |
| Sân        | Ngày       | Đội nhà          | Tỷ số   | Đội khách        |
| Thành Long | 9 tháng 7  | Hoà Hợp Hà Tây   | 0-0     | Tp.Hồ Chí Minh   |
| Thành Long | 10 tháng 7 | Hà Nội           | 7-1     | Thái Nguyên      |
| Thành Long | 10 tháng 7 | Phong Phú Hà Nam | 0-1     | TKS Việt Nam     |
| Thành Long | 13 tháng 7 | Thái Nguyên      | 0-3     | TKS Việt Nam     |
| Thành Long | 13 tháng 7 | Tp.Hồ Chí Minh   | 2-3     | Hà Nội           |
| Thành Long | 14 tháng 7 | Phong Phú Hà Nam | 2-0     | Hoà Hợp Hà Tây   |
| Thành Long | 16 tháng 7 | TKS Việt Nam     | 0-0     | Hà Nội           |
| Thành Long | 17 tháng 7 | Hoà Hợp Hà Tây   | 4-0     | Thái Nguyên      |
| Thành Long | 17 tháng 7 | Tp.Hồ Chí Minh   | 1-0     | Phong Phú Hà Nam |
| Thành Long | 20 tháng 7 | Thái Nguyên      | 0-1     | Phong Phú Hà Nam |
| Thành Long | 20 tháng 7 | Hà Nội           | 1-2     | Hoà Hợp Hà Tây   |
| Thành Long | 21 tháng 7 | TKS Việt Nam     | 1-1     | Tp.Hồ Chí Minh   |
| Thành Long | 24 tháng 7 | Hoà Hợp Hà Tây   | 2-2     | TKS Việt Nam     |
| Thành Long | 24 tháng 7 | Phong Phú Hà Nam | 0-1     | Hà Nội           |
| Thành Long | 24 tháng 7 | Tp.Hồ Chí Minh   | 4-1     | Thái Nguyên      |

## Kết quả tổng hợp
- Đội vô địch: Hà Nội
- Đội hạng nhì: TKS Việt Nam
- Đội thứ ba: Hoà Hợp Hà Tây
- Giải phong cách: Tp.Hồ Chí Minh
- Cầu thủ xuất sắc nhất: Đỗ Thị Ngọc Châm(8-Hà Nội)
- Cầu thủ ghi nhiều bàn thắng nhất: Đỗ Thị Ngọc Châm(8-Hà Nội), 7 bàn.
- Thủ môn xuất sắc nhất: Nguyễn Thanh Hảo(30-TKS Việt Nam)